# Oreste F. Pucciani
Oreste Francesco Pucciani (* 7. April 1916 in Cleveland; † 28. April 1999 in Los Angeles) war ein US-amerikanischer Romanist, Literaturwissenschaftler und Fremdsprachendidaktiker.

## Leben und Werk
Pucciani studierte an der Case Western Reserve University (Abschluss 1939) und promovierte 1943 an der Harvard University mit der Arbeit The Literary reputation of Walt Whitman in France (New York 1987). Dann hielt er sich in Frankreich und Italien auf. Von 1948 bis 1979 lehrte er an der University of California in Los Angeles, ab 1960 als Full Professor.

Pucciani war ein besonderer Kenner des Werkes von Jean-Paul Sartre, zu dem er auch persönlichen Kontakt hatte. Als Schüler von Émile B. De Sauzé engagierte sich Pucciani methodisch in der Fremdsprachenvermittlung seiner Universität.

Pucciani war Ritter der Ehrenlegion (1965).

## Weitere Werke
- (Hrsg.) The French theater since 1930. Six contemporary full-length plays, Boston 1954 (Cocteau, Giraudoux, Anouilh, Montherlant, Camus, Sartre)
- (Hrsg. und Übersetzer) Racine, Phaedra, New York 1959, Arlington Heights, Ill. 1987
- (mit Jacqueline Hamel) Langue et langage. Le français par le français, New York 1967, 1974, 1979, 1983, 1987, 1996
- (Hrsg.) Alain Robbe-Grillet, Le voyeur, Waltham, Mass. 1970
- (mit José Rubia Barcia) Lengua y cultura, New York 1973
- Jean-Paul Sartre, in: Histoire de la philosophie III. Du XIXe siècle à nos jours, hrsg. von Yvon Belaval, Paris 1974, S. 641–691 (Encyclopédie de la Pléiade)
- (mit Marga Cottino-Jones) Italia. Lingua e cultura, Dubuque, Iowa 1981